# Eviota epistigmata
Eviota epistigmata, tên thông thường là twinspot dwarfgoby, là một loài cá biển thuộc chi Eviota trong họ Cá bống trắng. Loài này được mô tả lần đầu tiên vào năm 2014.

## Từ nguyên
Từ epistigmata trong danh pháp của E. epistigmata được ghép từ 2 âm tiết trong tiếng Hy Lạp: epi ("nhiều hơn") và stigmata ("vệt đốm"), ám chỉ đốm sẫm màu ở phần trên của cuống đuôi.

## Phạm vi phân bố và môi trường sống
E. epistigmata có phạm vi phân bố ở Tây Thái Bình Dương. Loài cá này đã được tìm thấy ở xung quanh quần đảo Maluku (Indonesia), cũng như phía bắc và phía đông Papua New Guinea, độ sâu khoảng 10 m trở lại.

## Mô tả
Chiều dài cơ thể tối đa được ghi nhận ở E. epistigmata là 1,55 cm. Màu sắc của mẫu gốc khi còn sống không được ghi chép lại.
Số gai ở vây lưng: 7; Số tia vây mềm ở vây lưng: 8; Số gai ở vây hậu môn: 1; Số tia vây mềm ở vây hậu môn: 7 - 8; Số tia vây mềm ở vây ngực: 16 - 17.